# Pabellón Ciutat de Castelló
Pabellón Ciutat de Castelló er en indendørs sportsarena i Castellón de la Plana, Valencia-regionen, med plads til ca. 4.200 tilskuere til håndboldkampe. Arenaen er hjemmebane for det spanske basketballholdet AB Castelló og futsalholdet CFS Bisontes Castellón. Det bliver også benyttet til andre idrætsaktiviteter som badminton, håndbold og volleyball.
Arenaen vil blive benyttet ved VM i kvindehåndbold 2021, med kampe fra to grupper i den indledende runde og én mellemrundegruppe.